# オガサワラカラスバト
オガサワラカラスバト（小笠原烏鳩, 学名：Columba versicolor）はハト目ハト科に分類される鳥。和名は小笠原諸島に生息したことに由来する。1889年以降に絶滅した。

## 分布
小笠原諸島の固有種である。現存する標本は小笠原諸島父島(1828)、及び媒島(1889)で採集されたものである。
模式標本は1827年に得られているが現在では失われており、残された標本はサンクトペテルブルク・フランクフルト・ロンドンの博物館に1体ずつが保管されているのみ（全部で4体あるとする書籍もある）で、日本国内には存在しない。

## 形態及び生態
全長は約45cmで、カラスバトよりやや大型である。現在も小笠原諸島で見られるアカガシラカラスバト（カラスバトの亜種）より大型で、体色は同種に較べて淡く淡灰黒色となる。また全体に緑や紫の金属光沢が見られる。
アカガシラカラスバト同様に森林で暮らしていたと思われるが、その生態について詳しいことはわかっていない。
ロシア船で小笠原諸島を訪れたドイツ人キットリッツの報告にもとづくと、オガサワラカラスバトはオガサワラビロウ（ビロウの亜種）の実と、その中の種子を好んで食べていたようである。オガサワラビロウは小笠原諸島に広く分布し、約2センチメートルの果実を落とすが、果肉が薄く、中には堅い大きめの種が入っている。アカガシラカラスバトがこの種子を食べているという報告はないので、この食性の違いが両種の共存の理由だったのではないかとする説がある。

## 絶滅への道
1889年に媒島で捕獲されたのを最後に記録がなく絶滅したと思われる。
絶滅に至るまでの経緯は不明であるが、他の絶滅した小笠原諸島固有種同様、島の開拓による生息環境の破壊と外部から移入されたネズミ、ヤギなどによる卵の食害などが影響していると思われる。また、カラスバトと同様に食用として捕獲されることが多かったとも考えられている。